# شهرستان کلینتون (کنتاکی)
شهرستان کلینتن، کنتاکی (به انگلیسی: Clinton County, Kentucky) یک سکونتگاه مسکونی در ایالات متحده آمریکا است که در کنتاکی واقع شده‌است.